# Carl Malmsten
Carl Malmsten (vlastním jménem Charley Per Henrik Malmsten, 7. prosince 1888, Stockholm – 13. srpna 1972, Öland) byl švédský designér nábytku.

## Tvorba a myšlenky

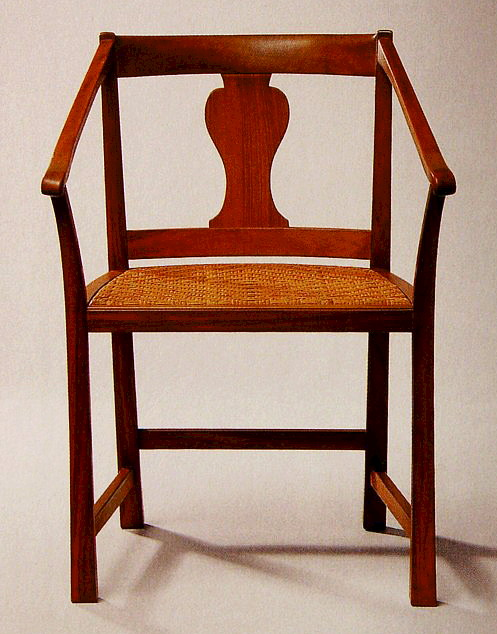
Židle pro stockholmskou radnici, 1916

Carl Malmsten se prosadil roku 1916 výhrou v soutěži na zařízení stockholmské radnice. Za své nákresy získal první i druhou cenu. Dlouhodobě se držel myšlenek severského klasicismu a stavěl se proti rozmachu funkcionalismu ve Švédsku ve třicátých letech 20. století.

## Rozmach
Na výstavě nábytku v Göteborgu v roce 1956 představil prototypy nábytku pro sériovou výrobu. Do té doby navrhoval nábytek na zakázku v omezených sériích. Rokem 1956 se však začíná jeho nábytek dostávat i mezi široké vrstvy. Kopie nábytku dle jeho návrhu se dodnes vyrábějí.